# Amos Elegbe
 (novembre 2024).
Si vous disposez d'ouvrages ou d'articles de référence ou si vous connaissez des sites web de qualité traitant du thème abordé ici, merci de compléter l'article en donnant les références utiles à sa vérifiabilité et en les liant à la section « Notes et références ».
Amos Elegbe, né le 4 avril 1947 à Savè (colonie du Dahomey, AOF) et mort le 8 mai 2025, est un homme politique et universitaire béninois proche du président Boni Yayi. Il est député et deux fois ministre du Tourisme du Bénin.

## Biographie
Amos Elegbe est né le 4 avril 1947 à Savè dans le département des Collines au centre du Bénin. 

### Formation
Amos Elegbe est titulaire d'un doctorat de 3e cycle en études urbaines, soutenu en octobre 1975 à l'université Toulouse-Jean-Jaurès (France). Sa thèse a pour thème : « Aménagement et urbanisation des petites villes du Centre Dahomey (Bénin) : cas concret de Savè ». Il est aussi nanti d'un diplôme universitaire de spécialité en aménagement urbain à l'Institut d'aménagement et d'urbanisme de la même ville.
 
Amos Elegbe est aussi détenteur d'un Certificat d'économie rurale, obtenu en 1972 à l'Institut de législation et d'études rurales, de la Faculté de droit et des sciences économiques de Toulouse et d'un autre Certificat d'études supérieures en aménagement de l'espace rural à l'Institut Daniel Fauchet-Toulouse.

Il est éligible depuis juillet 2008 au Conseil africain et malgache pour l'enseignement supérieur (CAMES).

### Carrière
Amos Elegbe a enseigné pendant plus de trente-cinq ans l'urbanisme et les politiques de gestion urbaine, l'étude et l'évaluation des projets de développement, les politiques d'aménagement du territoire et les relations villes-campagnes au département de géographie et d'aménagement du territoire de l'ex-université nationale du Bénin. Il a aussi dispensé les cours d'économie sociale et de politiques publiques à l'Institut national d'économie de la même université, dénommée depuis 2001 l'université d'Abomey-Calavi. Il a fait valoir ses droits à la retraite en 2011.
Nommé membre du gouvernement du président Mathieu Kerekou le 4 août 1989 au département du Commerce, de l'Artisanat et du Tourisme, Amos Elegbe a joué un rôle important dans l'organisation de la Conférence des forces vives de la nation de février 1990. Il était en effet le rapporteur général du Comité préparatoire de cette rencontre qui a consacré l'État de droit, le multipartisme et la démocratie au Bénin.
Élu député en 1991, il a écrit aux côtés d'importantes figures politiques nationales comme le Président Justin Tometin Ahomadegbe, le Professeur Albert Tevoedjre, les anciens Présidents du Parlement béninois, Adrien Houngbédji et Bruno Amoussou, l'histoire de la Première Législature de l'Assemblée Nationale du Renouveau démocratique. Au cours de son mandat de cinq ans (1991-1995), il a présidé le groupe parlementaire « Démocratie et Solidarité », dont la plupart des membres étaient des élus du Parti du renouveau démocratique (PRD) de Maître Adrien Houngbédji et du Parti social-démocrate (PSD) du Président Bruno Amoussou.
Il a été nommé deux fois ministre, à la fin des années 1980 (Ministre du Commerce, de l'Artisanat et du Tourisme) et au début des années 2000 (ministre de la Culture, de l'Artisanat et du Tourisme). Ses mandats ministériels ont laissé d'importants acquis dans les secteurs de l'artisanat et du tourisme au Bénin, qui lui ont valu le titre de « Père rénovateur du Tourisme béninois ».
Amos Elegbe est l'initiateur du « Projet de Développement de la Zone Touristique de la Route des Pêches,, » visant à promouvoir le tourisme balnéaire au Bénin.
Directeur général de l'Office national du tourisme et de l'hôtellerie (ONATHO) de 1974 à 1982, il a posé les actes majeurs qui ont transformé ces deux secteurs, notamment la construction de l'Hôtel Sheraton de Cotonou, aujourd'hui devenu Benin Marina Hôtel, celle de l'hôtel Tata Somba de Natitingou et l'aménagement de l'embarcadère d'Abomey-calavi qui a lancé le village lacustre de Ganvié sur le plan touristique international.
De 1982 à 1989, il a dirigé le projet franco-béninois chargé de l'élaboration des plans directeurs d'urbanisme des principales villes du Bénin, dénommé en 1986, Société d'Études Régionales, d'Habitat et d'Aménagement Urbain (SERHAU-SA). À ce poste, il a mis au point le premier Projet de Gestion et de Réhabilitation Urbaine (PRGU) et contribué à la création de deux Agences d'exécution que sont la SERHAU-SA et l'Agence des Travaux Urbains (AGETUR) chargées de la mise en œuvre du plan d'assainissement et de pavage de la ville de Cotonou, de Porto-Novo, de Parakou et de plusieurs centres urbains secondaires.

### Militantisme et engagement politiques
Amos Elegbe s'est engagé très tôt alors qu'il était au Lycée dans les mouvements associatifs et politiques.
Au lycée Victor-Ballot, dénommé lycée Béhanzin de Porto-Novo, où il fit ses études secondaires, il a été successivement en 1964 Secrétaire Général de l'Association des Elèves et Étudiants de Savè (AEES), sa commune d'origine, et en 1967 Président de la Section de l'Union Générale des Elèves et Étudiants du Dahomey (UGEED) du même Lycée.
En France, Amos Elegbe a poursuivi son engagement militant au sein de la Fédération des étudiants d'Afrique noire en France (FEANF) entre 1970 et 1973. Il a été Secrétaire puis Président de la Section de l'Université de Toulouse de l'Association des Étudiants Dahoméens en France (AED) puis Secrétaire aux Affaires sociales de la FEANF de la même académie.
Amos Elegbe a été membre fondateur successivement :
- de l'Association des Jeunes de Savè (sa ville natale) pour le Refus de la misère (ODO KOYA) en 1968,
- du Parti Union pour la Démocratie et la Reconstruction Nationale (UDRN) en 1990. C'est sous les couleurs de cette formation politique qu'il a été élu Député en 1991 au titre de la Première Législature du Renouveau Démocratique.
- du Congrès Africain pour le Progrès (CAP-SURU) en 2000 dont il a été le Premier Vice-président.

Depuis sa fondation en 2008, il est Conseiller politique de l'Alliance Forces Cauris pour un Bénin Emergent (FCBE), une alliance de Partis soutenant l'action politique du Président de la République Boni Yayi.
En 2011, Amos Elegbe fait valoir s'est droits a la retraite.

### Mort
Amos Elègbè meurt le 8 mai 2025 à l'âge de 78 ans, après environ un an de maladie.

### Vie privée
Amos Elegbe est marié et père de trois enfants.

## Décorations
- Grand officier de l'ordre national du Bénin (2016)[8]. Commandeur de 2010[8]. Chevalier de 1997[9].
- Officier de l'ordre de la Pléiade[réf. nécessaire]

## Publications scientifiques et communications
- Aménagement et urbanisme des petites villes du centre Dahomey : cas concret de Savè, Thèse de doctorat, Université Toulouse 2, octobre 1975[10].
- Les aides publiques internationales au Bénin de 1985 à 1995 : les grandes orientations, Consultant, Ministère Français de la Coopération, Cotonou, 1996. Membre du Comité de Synthèse des Travaux sur l'Évaluation de l'Aide Publique Française en Afrique à Paris en 1997.
- L'Étude sur la Stratégie Sectorielle d'Investissement Public en milieu urbain au Bénin, Consultant, Banque Mondiale et SERHAU-SEM, en collaboration avec des Experts Nationaux et Internationaux, Cotonou, juillet 1997.
- Les Nouveaux types de rapports villes-campagnes en Afrique Subsaharienne : dualisme et complémentarité, Pages de Géographie, Faculté des Lettres, Arts et Sciences Humaines, Université d'Abomey-Calavi, 2007.
- L'Urbanisme en Afrique : Sa définition, son Contenu, et son Rôle dans la Politique d'Aménagement du Territoire National, dans les Annales FLASH /UNB, no 3 et 4 , 1989, p. 57
- Gouvernance Urbaine et Nouvelles Problématiques de la Recherche dans les Villes du Sud, PRUD, Paris 2004
- Urbanisme dirigé dans l'agglomération Toulousaine, Centre Interdisciplinaire d'Études Urbaines, Toulouse 1972
- Élaboration des Plans Directeurs d'Urbanisme des Villes de Porto-Novo, Lokossa, Abomey, Bohicon, Djougou, Parakou et Cotonou, Projet Plans d'Urbanisme au Bénin, PUB, Cotonou, 1986
- Élaboration des Plans Directeurs d'Urbanisme des Villes Secondaires du Bénin et des Registres Fonciers Urbains de Cotonou, Porto-Novo, Parakou, SERHAU, Cotonou, 1996
- La Culture dans la Politique nationale de Développement, Programme Diversité Culturelle, Organisation Internationale de la Francophonie (OIF), Douala (Cameroun) et Hanoï (Vietnam) en 2003
- L'Intégration de l'Économie de la culture dans les stratégies et les politiques de développement des pays du sud : Définition du rôle des différents acteurs dans la mise en œuvre des actions en faveur du développement des industries culturelles, Agence Intergouvernementale de la Francophonie, Yaoundé en 2003 et Ouagadougou en 2004.